# Un chico ejemplar
Un chico ejemplar (en hangul, 굿보이; romanización revisada, Gutboi) es una serie de televisión surcoreana escrita por Lee Dae-il, dirigida por Shim Na-yeon, y protagonizada por Park Bo-gum, Kim So-hyun, Oh Jung-se, Lee Sang-yi, Heo Sung-tae y Tae Won-seok. Es una comedia policíaca de acción en dieciséis capítulos que se emitirá por el canal JTBC desde el 31 de mayo hasta el 20 de julio de 2025, en horario de sábados y domingos a las 22:40 y 22:30 respectivamente (hora local coreana). También estará disponible internacionalmente en la plataforma Prime Video.

## Sinopsis
Algunos antiguos deportistas de la selección nacional se convierten en oficiales de policía en Inseong, a través de un reclutamiento especial. Estos medallistas que fueron héroes en el pasado se enfrentan hoy a una cruda realidad. Pese a estrecheces económicas, tragedias inesperadas y el desprecio de sus compañeros, aúnan fuerzas como fuerza operativa.

## Reparto

### Principal
- Park Bo-gum como Yoon Dong-ju, medalla de oro olímpica en boxeo. Durante sus años escolares se involucraba constantemente en peleas a puñetazos, y así ganó experiencia; inició una exitosa carrera como boxeador y finalmente ganó una medalla de oro. Desafortunadamente, su glorioso momento se ve truncado por su injusta expulsión del equipo de boxeo. Un nuevo comienzo para Dong-ju comienza cuando logra convertirse en policía gracias a una oportunidad de reclutamiento especial. Sin embargo, su vida como oficial de policía no siempre ha sido fácil. La realidad a la que se enfrenta es la de un novato que ha sido degradado después de causar una serie de accidentes.[1][2][3]

- Kim So-hyun como Ji Han-na, una prodigiosa tiradora desde la secundaria. Dominó campeonatos mundiales y recibió la admiración de numerosos seguidores. Pero después las críticas y los malentendidos se acumularon, lo que provocó que Han-na se aislara gradualmente del mundo. Estas dificultades la llevaron a perder la concentración en el momento más crucial de su carrera como tiradora, lo que la obligó a retirarse. Entonces solicitó el reclutamiento especial de la policía, con el sueño de convertirse en agente de policía como su padre. Contra su fuerte deseo de salir a las calles, solo está acostumbrada a promocionar la imagen de la Agencia Nacional de Policía con el título de estrella de competición internacional[1][2]

- Oh Jung-se como Min Joo-young, un funcionario de séptimo grado del Servicio de Aduanas de Corea que recibió un elogio del comisionado por su diligencia y sinceridad, pero esconde un gran deseo detrás de su sonrisa afable.[4][5]

- Lee Sang-yi como Kim Jong-hyeon, medalla de plata en esgrima, que trabajó duro para graduarse en la academia de policía debido a su deseo de reunirse con su exnovia, Han-na. Dotado de una mente brillante y movimientos ágiles, es un oficial de élite que privilegia la razón y la lógica.[1][6]

- Heo Sung-tae como Ko Man-sik, medallista de bronce en lucha libre que se convirtió en jefe de equipo, haciendo tesoro en este cargo de su formación como atleta. Su ascenso al rango de superintendente fue el resultado de más de diez años de arduo trabajo, incluyendo complacer a sus superiores con una mentalidad empresarial.[1][7]

- Tae Won-seok como Shin Jae-hong, un gigante gentil, cuya reticencia inicial a unirse al equipo especial de policía como medallista de bronce en lanzamiento de disco se convierte en una ventaja. Alguna vez tuvo el poder de cortar los cielos con un equilibrio perfecto de fuerza y habilidad, pero se convirtió en oficial de policía para ganarse la vida, porque tiene una preciosa familia que alimentar. Se presentó voluntario para trabajar como asistente de seguridad vial, un trabajo de bajo nivel, para asegurarse tiempo para estudiar con vistas a un ascenso. Es muy sincero y responsable en todos los sentidos, pero evita las escenas del crimen con una u otra excusa.[1][8][9]

### Secundario

#### Departamento de Policía y Fiscalía
- Kim Eung-soo como Jo Pan-yeol, el jefe de la policía de Inseong, que quiere presentarse como candidato a la alcaldía.[10]
- Seo Hyun-chul como Hwang Gyeong-cheo, jefe del departamento de policía, amigo de Jong-gu.[11]

- Kim Seo-kyung como Kim Seok-hyeon, fiscal y hermano mayor de Jong-hyeon.[12]

- Park Chul-min como Kim Geum-nam, un famoso informante y dueño de una casa de empeños que conoce la dinámica de la ciudad de Inseong.[11]
- Han Gyu-won como Ahn Dae-yong, jefe del equipo de investigación de la policía metropolitana que al principio no aprecia a Dong-ju.[10]

#### Grupos criminales
- Lee Ho-jung como Kim Yeon-ha, también conocida como Drug Monster.[13]
- Go Jun como Leo, un jefe de la mafia coreano-rusa.[14]
- Ahn Se-ho como Baek Seok-chun, un matón de Joseonjok.[15]
- Jung Man-sik como Oh Jong-gu, exentrenador nacional de boxeo y jefe de J9 Security.[11]
- Kang Gil-woo como Lee Sang-gon, el jefe de la banda Golden Rabbit, una organización criminal que domina la ciudad de Inseong.[16]
- Seo Jeong-yeon como Jeong Mi-ja, dueña de una tienda de fideos que se enreda con Dong-ju.[11]
- Yoo In-soo como Bong Da-ri, jefe de la banda Golden Rabbit.[17]

#### Entorno del equipo especial de investigación criminal
- Seo Jeong-yeon como Jeong Mi-ja, propietaria de Gyeongil Noodles.[18]
- Seo Jae-hee como Jin Gyeong-sook, la madre de Han-na, vendedora de seguros.[11][19]
- Choi Myung-bin como Ko Jung-a, la hija de Man-sik, que desconcierta a todos con su forma directa de hablar y actuar.[20]

#### Otros
- Shin Mun-seong como Song Gye-jang, oficial de aduanas, superior directo de Min Joo-young.[21]
- Nam Jin-bok.[19]

### Apariciones especiales
- Lee Jung-ha como Lee Kyung-il, amigo de Dong-ju que acepta la acusación de homicidio en un accidente de coche, sin ser el culpable (ep. 2).[10]
- Lee Ji-hoon como Lee Hoon, el médico de cabecera de Dong-ju (ep. 5).[22]

- Choi Woo-jin como médico del departamento de policía.[23]

## Producción
Un chico ejemplar es una colaboración entre la directora Shim Na-yeon, quien dirigió Beyond Evil en 2021, premiada como la mejor serie de televisión en los 57.os Premios Baeksang Arts, y La buena mala madre en 2023, y la guionista Lee Dae-il, autora también de Life on Mars y Chief of Staff en 2019. Esta última presentó su trabajo declarando: «es una historia sobre la lucha contra la injusticia y los prejuicios, así que planeé una acción fresca y estimulante desde el principio. Pensé mucho en cómo cada personaje podría mostrar su propio estilo de acción».
En julio de 2023 las agencias de Park Bo-gum, The Black Label, y Oh Jung-se, PrainTPC, anunciaron que sus representados habían recibido una oferta para protagonizar la serie y la estaban revisando. El 4 de agosto se produjo un anuncio análogo por parte de Ieum Hashtag, la agencia de Kim So-hyun. En enero de 2024 medios periodísticos publicaron que Park Bo-gum y Kim So-hyun protagonizarían la nueva serie. La lectura del guion se realizó el 21 de marzo de 2024, con la intención de comenzar el rodaje a finales del mismo mes. La serie se estaba rodando en junio de 2024. La noticia oficial de la composición del reparto de protagonistas llegó, no obstante, después, el 31 de julio, cuando el equipo de producción confirmó la participación de Park Bo-gum, Kim So-hyun, Oh Jung-se, Lee Sang-yi, Heo Sung-tae y Tae Won-seok. El rodaje proseguía en agosto, cuando el canal oficial de JTBC publicó imágenes de Park Bo-gum y Kim So-hyun durante el mismo.
En la preparación de su personaje, Park Bo-gum siguió una dieta y aumentó su masa muscular para encarnar a un boxeador de categoría nacional. El actor estuvo seis meses entrenándose tres horas diarias con este fin. Durante el rodaje, a finales de agosto, sufrió una lesión en una pierna mientras se filmaba en Busan. El actor fue trasladado a un hospital de Seúl para recibir tratamiento, al tiempo que se suspendía el rodaje. Además, el accidente de Park puso en entredicho su participación como presentador en el concierto n.º 19 del Music Bank World Tour, que se celebraría en Madrid el 12 de octubre de 2024. Finalmente Park sí pudo presentar el espectáculo, que se emitió en KBS2 el 26 de octubre.

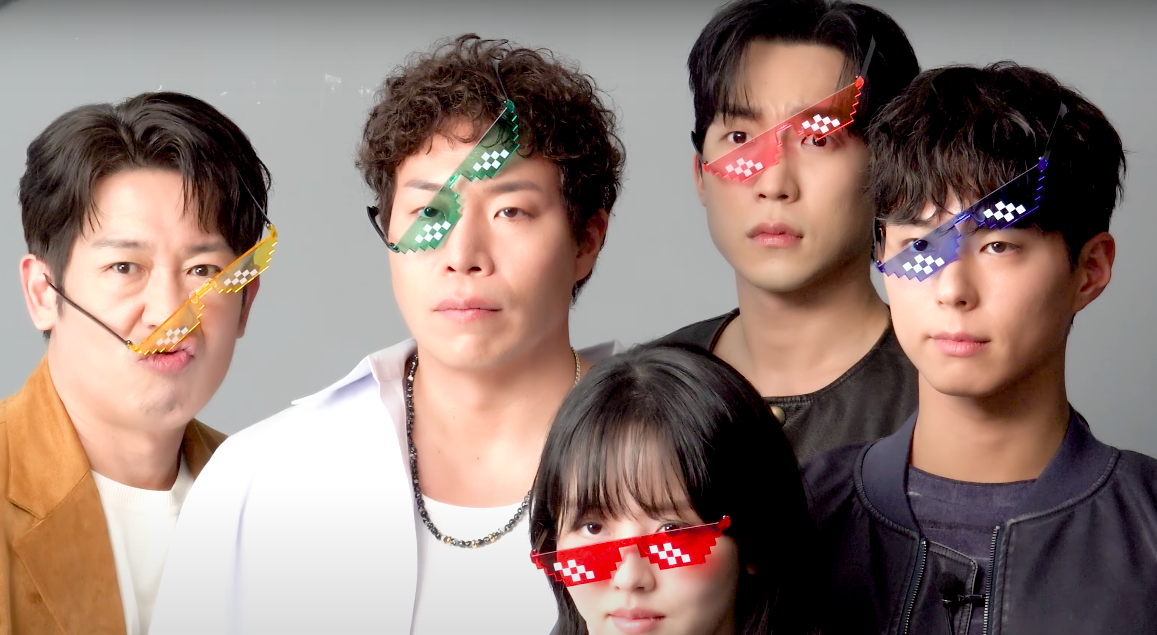
Heo Sung-tae, Tae Won-seok, Kim So-hyun, Lee Sang-yi y Park Bo-gum en un acto de promoción de la serie

Inicialmente la serie estaba programada para emitirse en el segundo semestre de 2024. Sin embargo, la lesión de Park Bo-gum durante el rodaje provocó un retraso y en consecuencia fue aplazada al año siguiente. El 23 de diciembre JTBC la incluyó entre las programadas para el primer semestre. El 29 de abril de 2025 anunció el estreno para el 31 de mayo. El día 30 el canal distribuyó algunas imágenes de la lectura del guion. Al día siguiente lanzó el primer avance de la serie.
La producción se presentó el 29 de mayo en una conferencia de prensa celebrada en The Link Seoul Tribute Portfolio Hotel en Guro-gu, Seúl. Al día siguiente Park Bo-gum, Kim So-hyun y Lee Sang-yi viajaron a Tailandia para promocionar la serie.

## Banda sonora original
El 29 de mayo de 2025 se lanzó en el canal de YouTube Gogosing un vídeo de adelanto de todas las canciones de la banda sonora, en la que intervienen varios artistas; entre ellos, Max Schneider canta Get in the Ring; Young K, de Day6, I Will Become a Tree; Park Hye-won (HYNN) interpreta Hold Me, With Love; el grupo masculino TWS Brand New Day; George presenta All Alone; y la cantautora Junny y el grupo femenino Katseye interpretan sendas versiones de Time Lapse.
| Parte | Fecha de publicación | Título | Letra | Música | Artista | Dur. | Ref. |
| ----- | --- | --- | --- | --- | --- | --- | --- |
| 1     | 1 de junio de 2025 | «Get in the Ring» | Heo Seong-jin, Andreas Öhrn, Jimmy Claeson | Heo Seong-jin, Diori, Andreas Öhrn, Jimmy Claeson | Max Schneider | 3:50 | [ 34 ] |
| 2     | 8 de junio de 2025 | 나무가 될게 («Seré un árbol») | Heo Sung-jin, Demian | Heo Sung-jin, Dunk, MLC | Young K | 3:43 | [ 35 ] |
| 3     | 14 de junio de 2025 | 날 안아, 사랑으로 («Abrázame con amor») | Heo Sung-jin, Lee So-won, Kim Mi-kyung | Heo Sung-jin, Lee So-won, Kim Mi-kyung | Hynn | 3:55 | [ 36 ] |
| 4     | 22 de junio de 2025 | «Brand New Day» | Heo Sung-jin | Heo Sung-jin, Dunk, David Simon | TWS | 3:26 | [ 37 ] |
| 5     | 29 de junio de 2025 | «All Alone» | Heo Seong-jin, Jang Da-in | Heo Sung-jin, Chris Wahle, Ryan Lawrie | George | 4:24 | [ 38 ] [ 39 ] |
| 6     | 6 de julio de 2025 | «Time Lapse» | Heo Sung-jin, Erik Lidbom, Gustav Mared | Heo Sung-jin, DUNK, Erik Lidbom, Gustav Mared | Junny | 3:22 | [ 40 ] [ 41 ] |
| 6     | 6 de julio de 2025 | «Time Lapse» (versión inglesa) | Heo Sung-jin, Erik Lidbom, Gustav Mared | Heo Sung-jin, DUNK, Erik Lidbom, Gustav Mared | Junny | 3:22 | [ 40 ] [ 41 ] |
| 6     | 6 de julio de 2025 | «Time Lapse» | Heo Sung-jin, Erik Lidbom, Gustav Mared | Heo Sung-jin, DUNK, Erik Lidbom, Gustav Mared | Katseye | 3:19 | [ 40 ] [ 41 ] |
| 7     | 13 de julio de 2025 | 날 찾아가는 길 («La manera de encontrarme») | Heo Sung-jin | Heo Sung-jin, DUNK, Andreas Öhrn, Jimmy Claeson | Park Bo-gum | 3:17 | [ 42 ] [ 43 ] |
| Notas | - Las canciones de la banda sonora tienen una versión instrumental de igual duración. - El grupo Katseye realizó un vídeo en directo con la canción «Time Lapse», disponible en el canal YouTube de la serie. | - Las canciones de la banda sonora tienen una versión instrumental de igual duración. - El grupo Katseye realizó un vídeo en directo con la canción «Time Lapse», disponible en el canal YouTube de la serie. | - Las canciones de la banda sonora tienen una versión instrumental de igual duración. - El grupo Katseye realizó un vídeo en directo con la canción «Time Lapse», disponible en el canal YouTube de la serie. | - Las canciones de la banda sonora tienen una versión instrumental de igual duración. - El grupo Katseye realizó un vídeo en directo con la canción «Time Lapse», disponible en el canal YouTube de la serie. | - Las canciones de la banda sonora tienen una versión instrumental de igual duración. - El grupo Katseye realizó un vídeo en directo con la canción «Time Lapse», disponible en el canal YouTube de la serie. | - Las canciones de la banda sonora tienen una versión instrumental de igual duración. - El grupo Katseye realizó un vídeo en directo con la canción «Time Lapse», disponible en el canal YouTube de la serie. | - Las canciones de la banda sonora tienen una versión instrumental de igual duración. - El grupo Katseye realizó un vídeo en directo con la canción «Time Lapse», disponible en el canal YouTube de la serie. |

## Audiencia
| Temporada | Temporada | Episodio número | Episodio número | Episodio número | Episodio número | Episodio número | Episodio número | Episodio número | Episodio número | Episodio número | Episodio número | Episodio número | Episodio número | Episodio número | Episodio número | Episodio número | Episodio número | Promedio |
| Temporada | Temporada | 1               | 2               | 3               | 4               | 5               | 6               | 7               | 8               | 9               | 10              | 11              | 12              | 13              | 14              | 15              | 16              | Promedio |
| --------- | --------- | --------------- | --------------- | --------------- | --------------- | --------------- | --------------- | --------------- | --------------- | --------------- | --------------- | --------------- | --------------- | --------------- | --------------- | --------------- | --------------- | -------- |
|           | 1         | 1.169           | 1.320           | 1.436           | 1.426           | 1.489           | 1.564           | 1.565           | 1.595           | 1.403           | 1.559           | 1.349           | 1.370           | 1.715           | 1.725           | 1.588           | 1.998           | 1.517    |

| Episodio | Fecha de emisión    | Índices de audiencia (Nielsen Korea) | Índices de audiencia (Nielsen Korea) |
| Episodio | Fecha de emisión    | Nacional                             | Seúl                                 |
| --- | ------------------- | ------------------------------------ | ------------------------------------ |
| 1 | 31 de mayo de 2025  | 4,813 % (1.ª)                        | 5,744 % (1.ª)                        |
| 2 | 1 de junio de 2025  | 5,251 % (1.ª)                        | 5,589 % (1.ª)                        |
| 3 | 7 de junio de 2025  | 5,594 % (1.ª)                        | 5,405 % (1.ª)                        |
| 4 | 8 de junio de 2025  | 5,318 % (1.ª)                        | 5,784 % (1.ª)                        |
| 5 | 14 de junio de 2025 | 5,940 % (1.ª)                        | 5,660 % (1.ª)                        |
| 6 | 15 de junio de 2025 | 6,210 % (1.ª)                        | 5,917 % (1.ª)                        |
| 7 | 21 de junio de 2025 | 6,363 % (1.ª)                        | 6,076 % (1.ª)                        |
| 8 | 22 de junio de 2025 | 6,423 % (1.ª)                        | 6,483 % (1.ª)                        |
| 9 | 28 de junio de 2025 | 5,723 % (1.ª)                        | 5,602 % (1.ª)                        |
| 10 | 29 de junio de 2025 | 6,079 % (1.ª)                        | 5,987 % (1.ª)                        |
| 11 | 5 de julio de 2025  | 5,443 % (1.ª)                        | 5,063 % (1.ª)                        |
| 12 | 6 de julio de 2025  | 5,532 % (1.ª)                        | 4,910 % (1.ª)                        |
| 13 | 12 de julio de 2025 | 6,663 % (1.ª)                        | 6,487 % (1.ª)                        |
| 14 | 13 de julio de 2025 | 6,642 % (1.ª)                        | 6,943 % (1.ª)                        |
| 15 | 19 de julio de 2025 | 6,616 % (1.ª)                        | 6,308 % (1.ª)                        |
| 16 | 20 de julio de 2025 | 8,125 % (1.ª)                        | 7,702 % (1.ª)                        |
| Promedio | Promedio            | 6,046 %                              | 5,979 %                              |
| - En la tabla superior, los números azules representan las calificaciones más bajas y los números rojos representan las más altas. - Esta serie se transmite en un canal de cable/televisión de pago, que normalmente tiene una audiencia menor respecto a las emisoras de televisión públicas/gratuitas (KBS, SBS, MBC y EBS). |                     |                                      |                                      |